# قصي الشلالي
قصي الشلالي (مواليد 22 فبراير 1994 في جدة، السعودية-)، هو لاعب كرة قدم سعودي يلعب مع نادي العلا.

## مسيرة اللاعب
أعاره الاتحاد في عام 2012 إلى نادي بيرا مار البرتغالي لمدة موسمين وبعدها عاد إلى الاتحاد اعاره الاتحاد إلى القادسية في عام 2017 و لعب بعدها في نادي جدة ونادي أحد ونادي الشعلة ونادي نجران ونادي القادسية ونادي العلا.

## روابط خارجية
- قصي الشلالي على موقع Soccerway.com (الإنجليزية)